# جائزة الفنك الذهبي
جائزة الفنك الذهبي الجزائرية(بالفرنسية: Fennec d'or)‏ السنوية التي تمنحها المؤسسة لأحسن الأعمال التلفزيونية، المؤسسة التي يرأسها وزير الثقافة الجزائري. وتقام بالمسرح الوطني الجزائري «محي الدين بشطارزي» تأسس منذ 2004.

## الجوائز
- جائزة الفنك الذهبي للإخراج.
- جائزة الفنك الذهبي لأحسن دور رجالي.
- جائزة الفنك الذهبي لأحسن دور نسائي.
- جائزة الفنك الذهبي لأحسن ديكور.
- جائزة الفنك الذهبي لأحسن موسيقى.
- جائزة الفنك الذهبي لدور ثانوي.
- الجائزة المغاربية الأولى.

## وصلات خارجية
- ليلة «الفنك الذهبي» الخامسة «جعفر قاسم» و«موعد مع القدر» يراهنان على كل الجوائز